# Mistral Raymond
Mistral Raymond (Palmetto, 7 settembre 1987) è un giocatore di football americano statunitense che gioca nel ruolo di safety per i Minnesota Vikings della National Football League (NFL). Fu scelto nel corso del sesto giro (170º assoluto) del Draft NFL 2011 dai Vikings. Al college ha giocato a football presso la University of South Florida.

## Carriera universitaria
Dopo essersi diplomato nel 2005 alla Palmetto High School, scuola della sua città, Raymond frequentò per due anni l'Ellsworth Community College guidando nel 2008 la squadra del college, i Panthers, con 66 tackle ed 1 intercetto, quindi decise trasferirsi presso i South Florida Bulls. Nel 2008, suo anno come sophomore, disputò 9 match senza mai scendere in campo come titolare. Nel 2009, suo anno da junior, prese parte a tutti e 13 gli incontri scendendo in campo 4 volte come titolare e mettendo a segno 40 tackle (21 da solo e 19 assistiti) ed 1 intercetto, venendo a fine anno premiato col Green & Gold Award. Nel 2010, suo ultimo anno universitario, Raymond, passato titolare, scese in campo 11 volte su 12 come titolare saltando 1 solo match per infortunio e salì a 56 tackle messi a segno (43 da solo e 13 assistiti), mise a segno un altro intercetto e a fine anno fu selezionato dall'Associazione degli Allenatori nel second-team All-BIG EAST.

## Carriera professionistica

### Minnesota Vikings
Raymond fu scelto dai Vikings nel 6º giro del Draft NFL 2011 come 170a scelta assoluta e con essi firmò un quadriennale valido sino alla stagione 2014. Nel 2011 Raymond fu titolare negli ultimi 5 incontri della stagione regolare, scendendo in campo complessivamente 10 volte, mettendo a segno 22 tackle di cui 12 assistiti e 10 da solo, 1 intercetto ed 1 fumble recuperato. Nel 2012 furono di nuovo 10 le partite da lui disputate anche se il numero di volte che fu titolare scese a 3 e i tackle stagionali scesero a 16 di cui 2 assistiti e 12 da solo.

## Vittorie e premi
Nessuno

## Statistiche
| Partite totali      | 20 |
| Partite da titolare | 8  |
| Tackle              | 38 |
| Sack                | 0  |
| Intercetti          | 1  |

Statistiche aggiornate alla stagione 2012